# Będę śniła
Będę śniła – promo singel polskiej piosenkarki popowej Edyty Górniak, pochodzący z płyty Dotyk wydanej 9 maja 1995 roku, oraz wydany w odnowionej wersji 8 października 2021 roku. 
Premiera singla odbyła się w 1995 roku na antenie Programu III Polskiego Radia. Słowa do piosenki napisał Mariusz Ejsmont, natomiast muzykę skomponował Wojciech Olszak.
8 października 2021 roku artystka wydała nową wersje utworu „Będę Śniła (Re-Edit)”, do której nagrano Lyrics Video.

## Lista utworów
1. „Będę śniła” – 4:26[2]

## Notowania utworu
| Lista                              | Pozycja |
| ---------------------------------- | ------- |
| Lista Przebojów Programu Trzeciego | 9       |
| Szczecińska Lista Przebojów        | 6       |